# 9416 Miyahara
9416 Miyahara eller 1995 WS är en asteroid i huvudbältet som upptäcktes den 17 november 1995 av den japanska astronomen Takao Kobayashi vid Ōizumi-observatoriet. Den är uppkallad efter Kenji Miyahara.
Asteroiden har en diameter på ungefär 2 kilometer.